# Seehorn
Seehorn je vrchol v Berchtesgadenských Alpách ležící v okrese Zell am See na území spolkové země Salcbursko v Rakousku nedaleko hranice s Bavorskem.

## Poloha
Leží na východním konci údolí Weißbach, severně od údolí Dießbachl u Loferu. Jihozápadně se nachází jezero Seehornsee a přehradní nádrž Dießbach. Na aretě mezi dvěma údolími západně od vrcholu se nachází Kallbrunnalm, jeden z největších almů v Berchtesgadenských Alpách.
Z okolních vrcholů se na severu se tyčí Hochkalter, na severovýchodě Watzmann, na východě Großer Hundstod a na severozápadě Hocheisspitze.

## Výstupy
- po červené značce od Wimbachgrieshütte (1327 m) přes Loferer Seilergraben, Wimbachscharte a Kematenschneid — 3 hodiny
- po červené značce od Ingolstädter Haus (2120 m) přes Hochwies a Kematenschneid — 3 hodiny
- po červené značce od autobusové zastávky Kallbrunnalm (Weißbach bei Lofer) (965 m) kolem jezera Seehornsee — 3½ hodiny